# 八日市護国

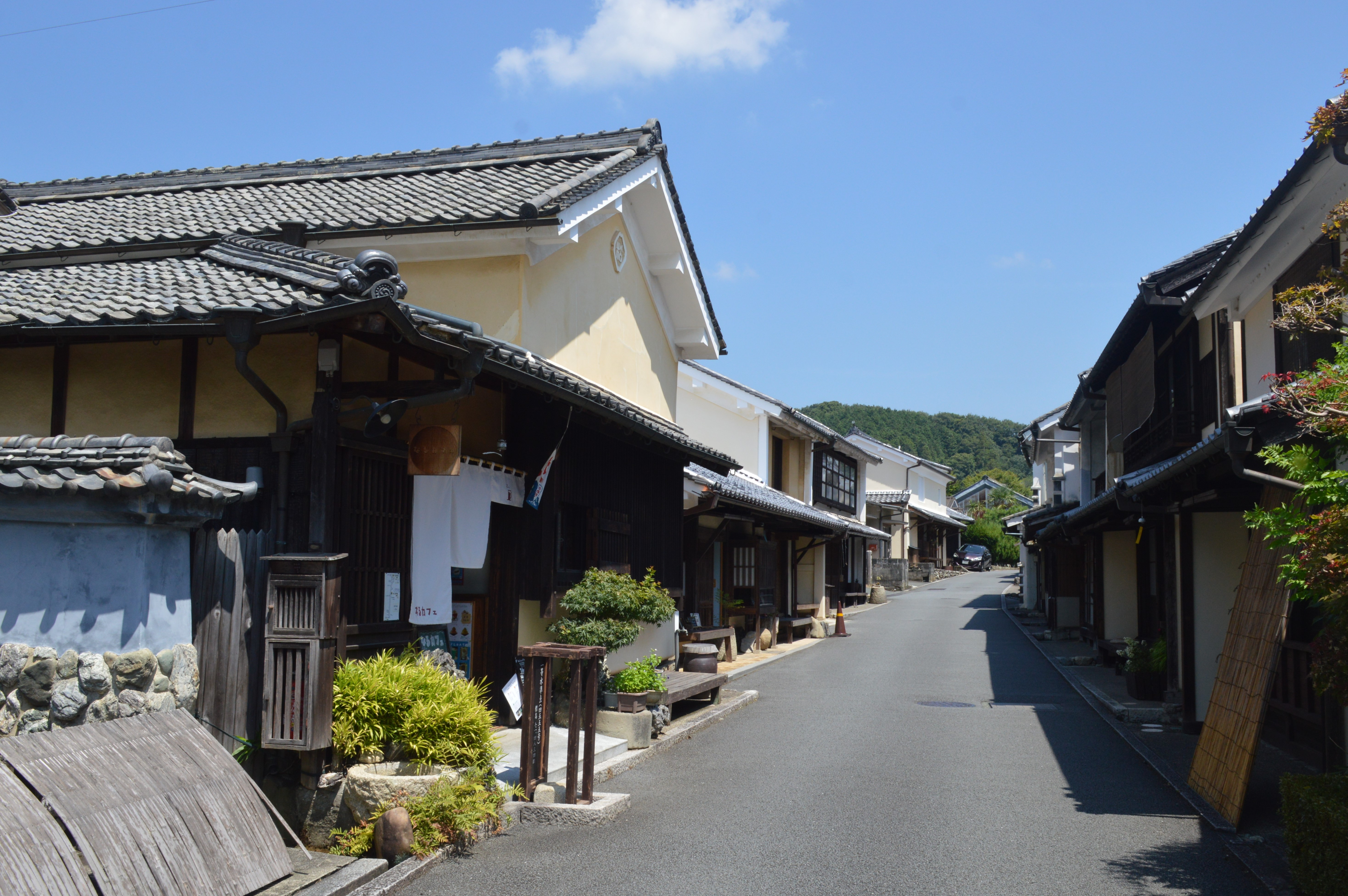
護国地区

八日市護国（ようかいちごこく）は、愛媛県喜多郡内子町にある伝統的建造物群保存地区である。地区種別は製蝋町。1982年（昭和57年）に国の重要伝統的建造物群保存地区として選定された。山裾に発達した街道沿いに、南北約600mにわたって町家や豪商の屋敷などの伝統的な建築物群がみられる。

## 特徴

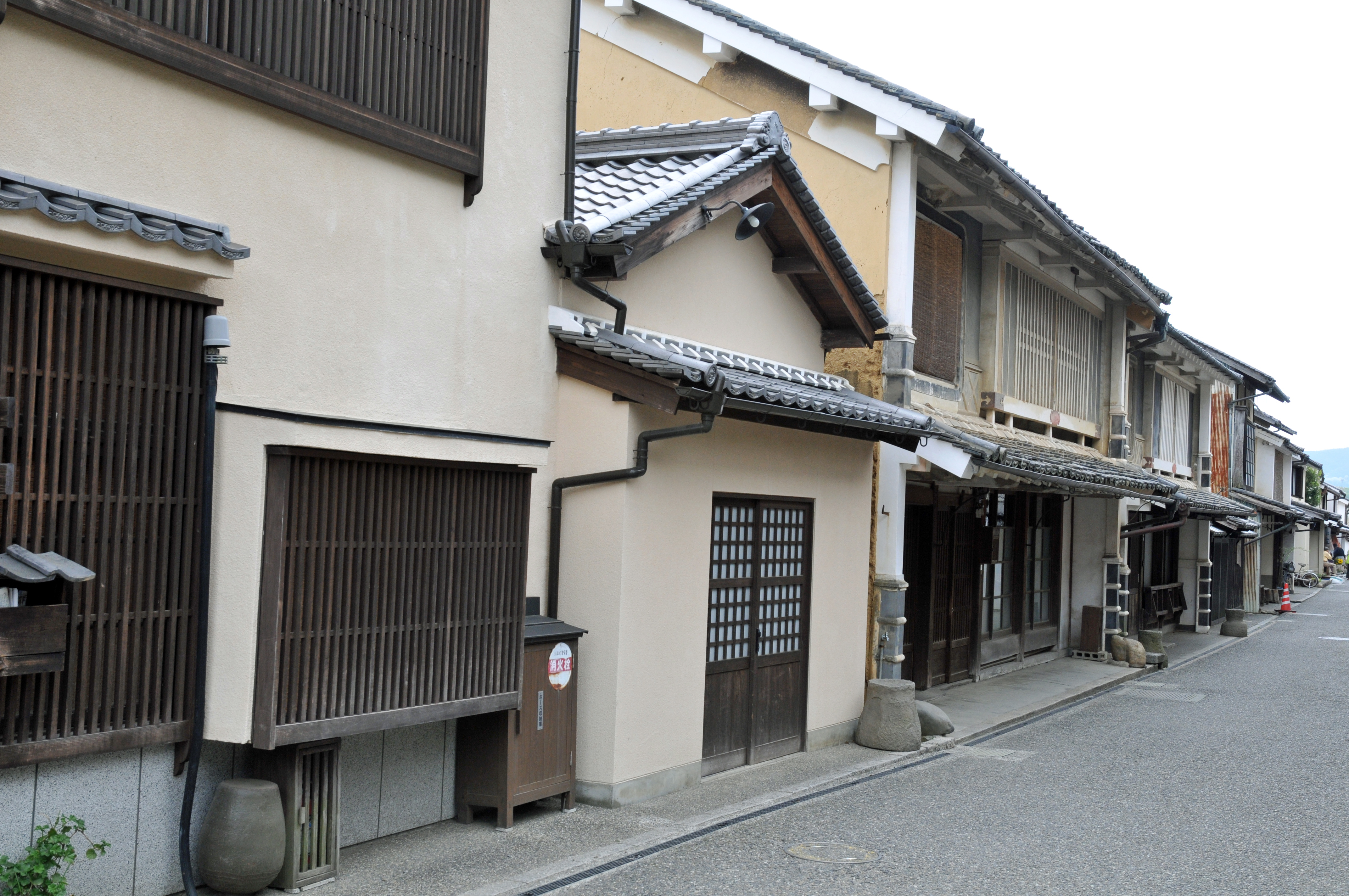
軒線が通された町並み（八日市地区）

製蝋業を営む長屋棟が数多くみられるが、町並み保存地区全体に自立した都市施設が残されているのは全国的に珍しい。黄みを帯びた漆喰で塗り込められた重厚な外壁が特徴であり、漆喰壁を持つ建物は地区全体の70%を超える。ほとんどの建物が切妻造の2階建てで軒線が通されており、海鼠壁、懸魚、鏝絵、虫籠窓、出格子、鬼瓦、鳥衾（とりぶすま）など多種多様な意匠を持つ建物が多い。
江戸時代中期以降、大火に見舞われることがなく、和紙と木蝋によって得られた富から質の高い町家が建てられた。山裾の傾斜地にあったことから都市開発が遅れ、結果として伝統的な建物が数多く残されることになった。江戸時代後期から昭和初期にかけての様々な年代の伝統的建築物が同じ町並みに共存しているのは全国的にあまり例がない。
中秋の名月には「観月会」と呼ばれるイベントが行われ、地区の家々の軒先に行灯が灯されるほか、本芳我家住宅の庭園がライトアップされる。

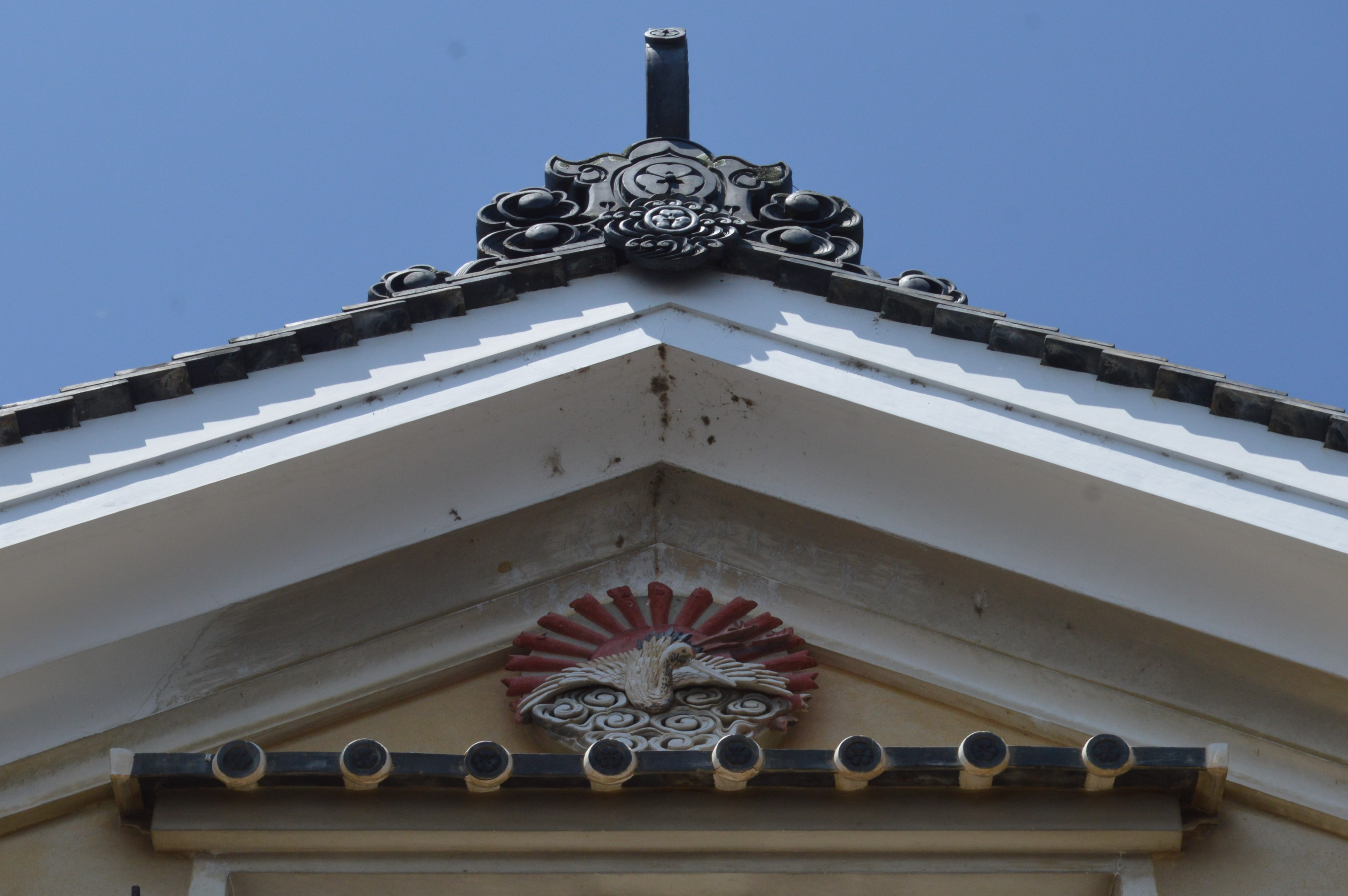
本芳我邸の懸魚と鬼瓦
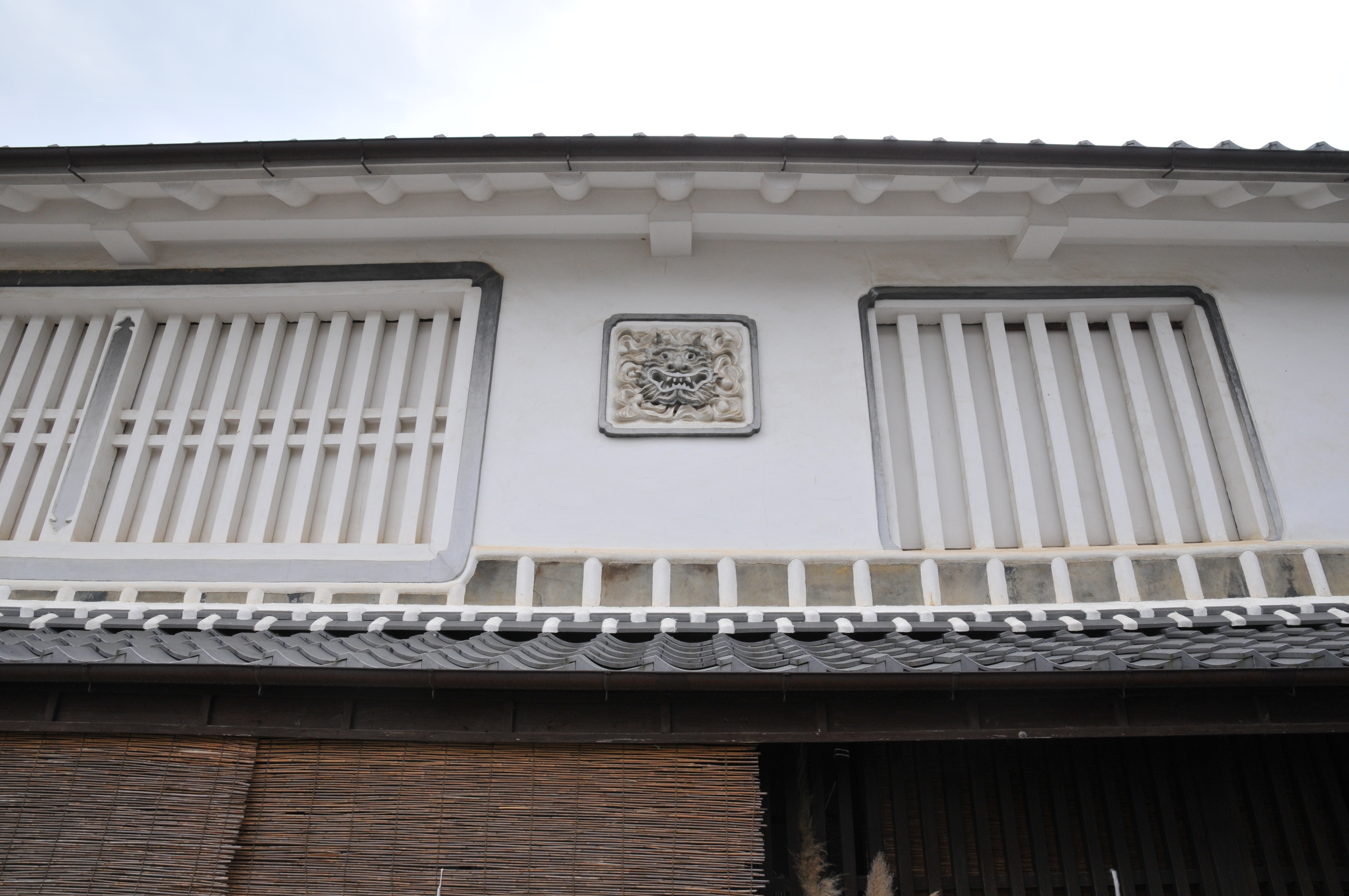
鏝絵と虫籠窓

## 歴史

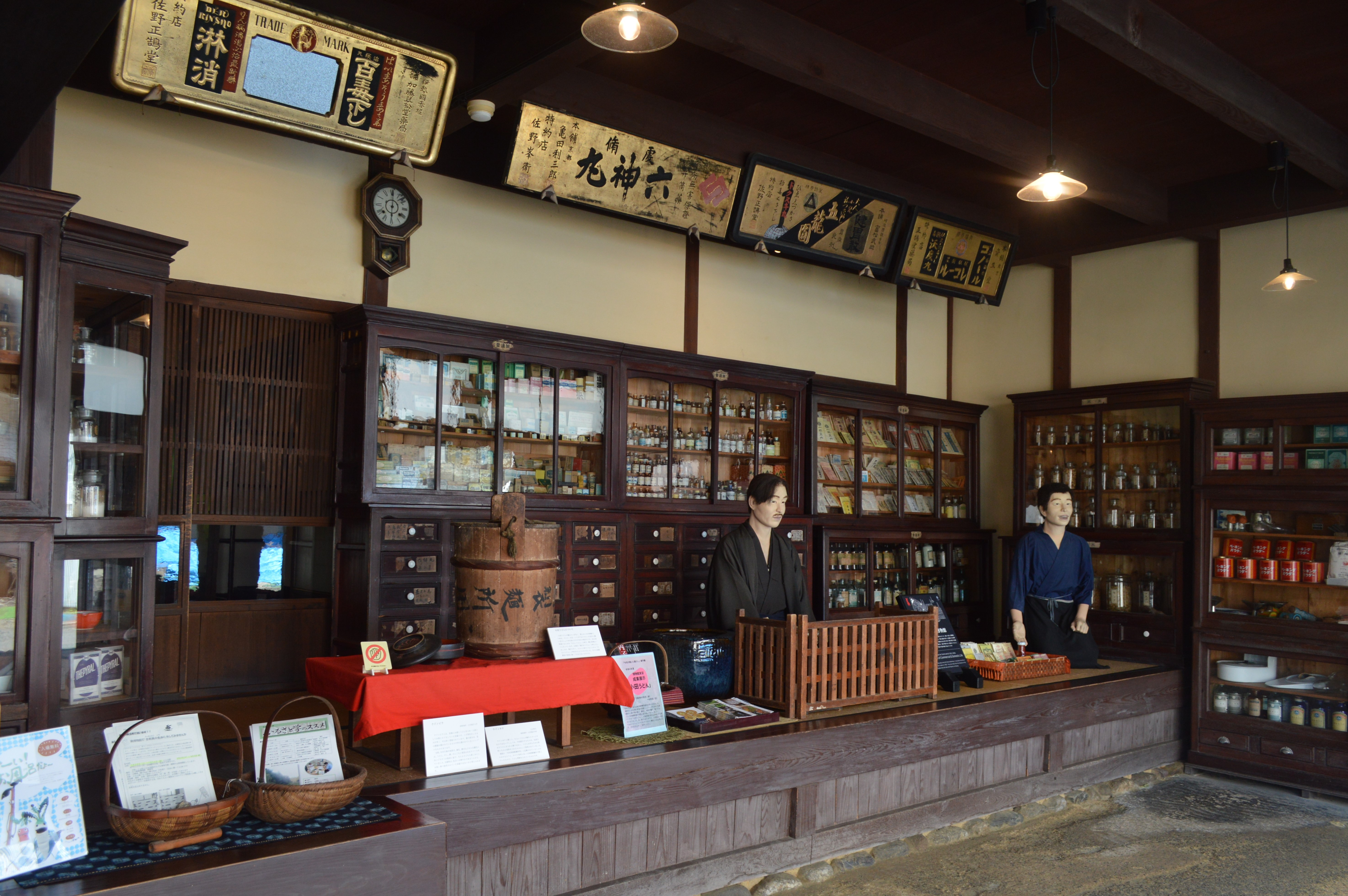
商いと暮らし博物館

### 繁栄と衰退
江戸時代の内子は大洲藩の領地であり、主要街道の分岐点や小田川を利用した物資の集積地として繁栄していたが、18世紀には商品作物としてハゼノキが植えられ、大洲藩の保護と奨励により木蝋生産が拡大した。19世紀半ばには本芳我三右衛門が画期的な製法を発明して大量生産・分業制が確立し、19世紀末から20世紀初頭にかけて、パリ万国博覧会・シカゴ万国博覧会・内国勧業博覧会で数々の表彰を受けたことで、内子の木蝋は日本を代表するブランドとなった。
明治末には愛媛県の晒蝋生産量が全国1位となり、内子町はその7割を生産していたが、原材料の不足や石油などの代替品の登場などから、大正以後は急速に衰退していき、1924年（大正13年）には製蝋業者がすべて姿を消した。

### 町並み保存
1972年（昭和47年）に文化庁によって第1次集落町並調査にリストアップされ、行政と住民の間に町並み保存の意識が高まった。1982年（昭和57年）には八日市護国地区が、四国で初めて重要伝統的建造物群保存地区（町並み保存地区）として選定され、国庫補助による保存修理事業が始まった。1990年（平成2年）には本芳我家住宅、上芳我家住宅、大村家住宅が重要文化財の指定を受け、1991年（平成3年）には製蝋用具1444点（木蝋資料館上芳我家保管）が重要有形民俗文化財の指定を受けた。

## 建築物
重要伝統的建造物群保存地区内

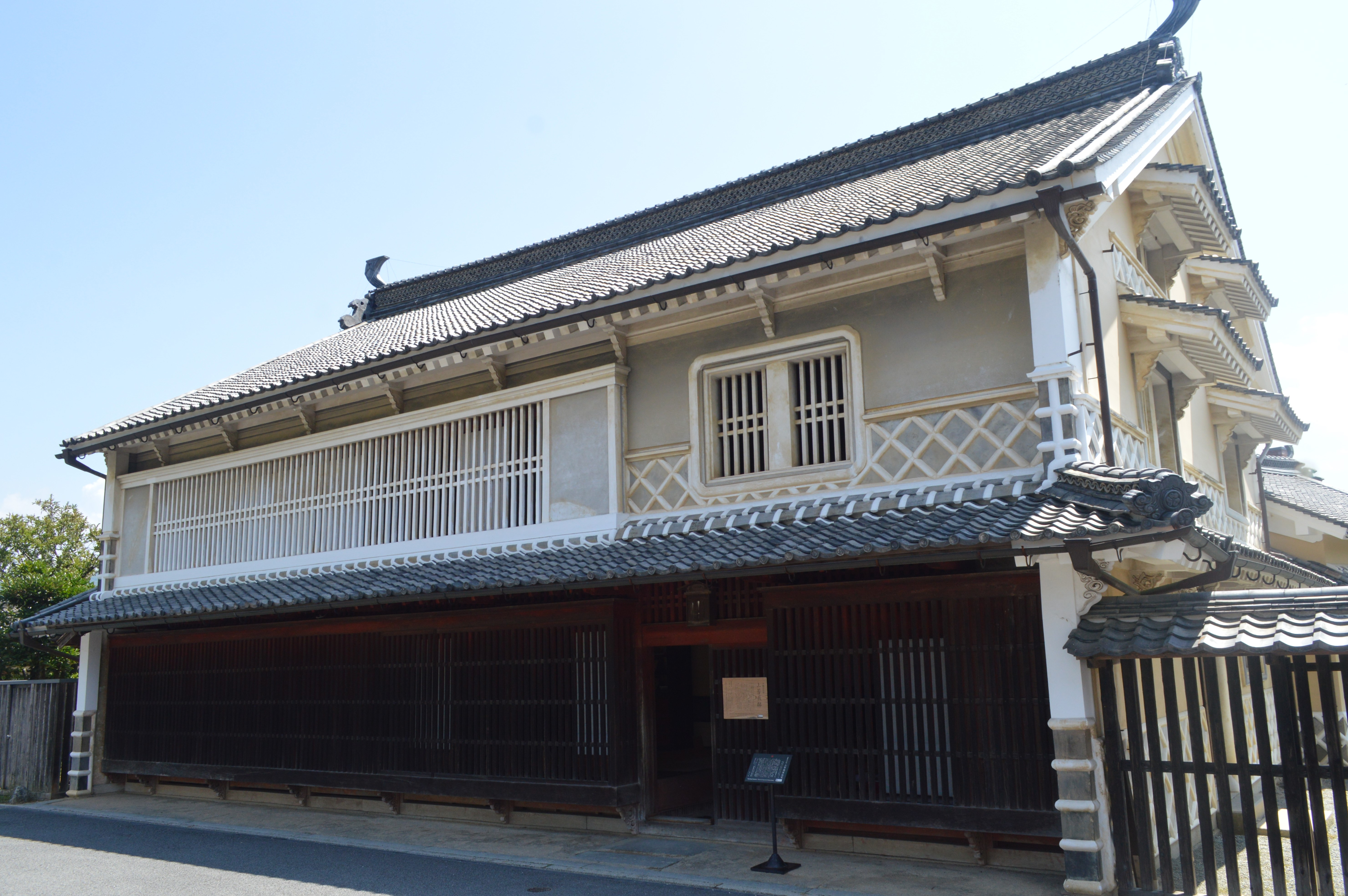
木蝋資料館上芳我邸

- 木蝋資料館上芳我邸（上芳我家住宅） - 重要文化財。見学施設。
- 本芳我家住宅 - 重要文化財。庭園のみ公開。
- 大村家住宅 - 重要文化財。非公開。
- 八日市・護国町並保存センター
- 町屋資料館

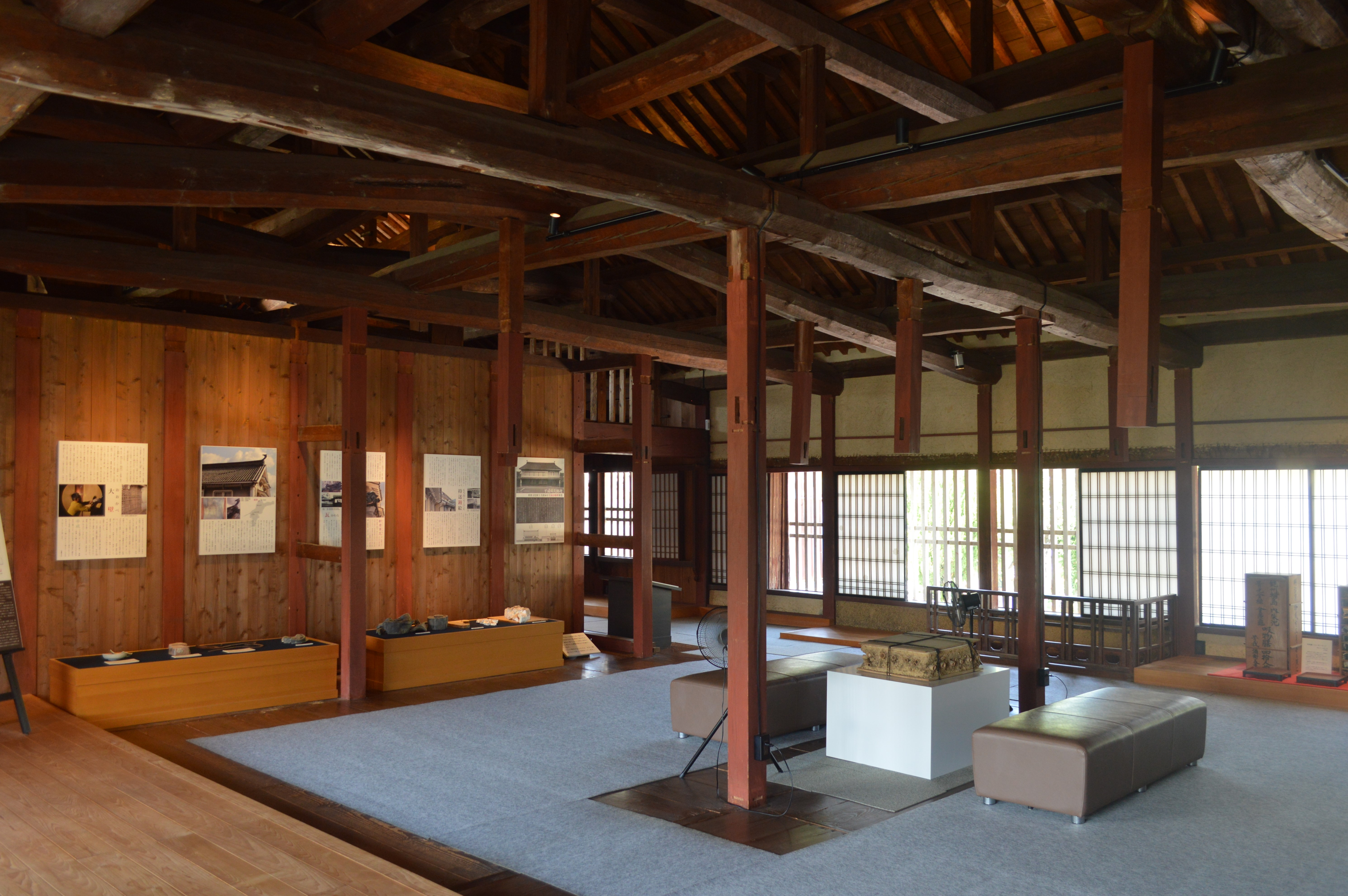
木蝋資料館上芳我邸の内部
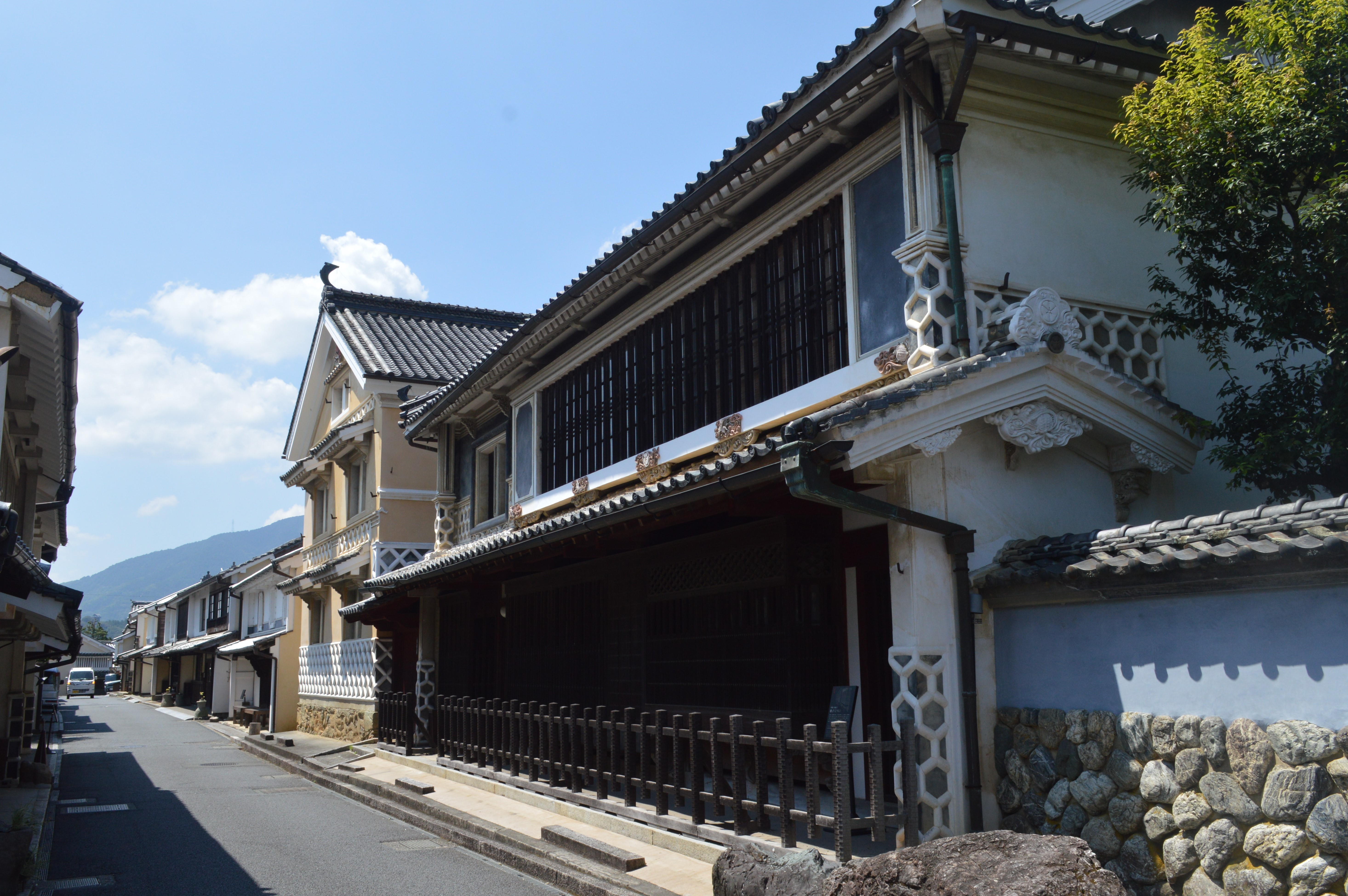
本芳我家住宅
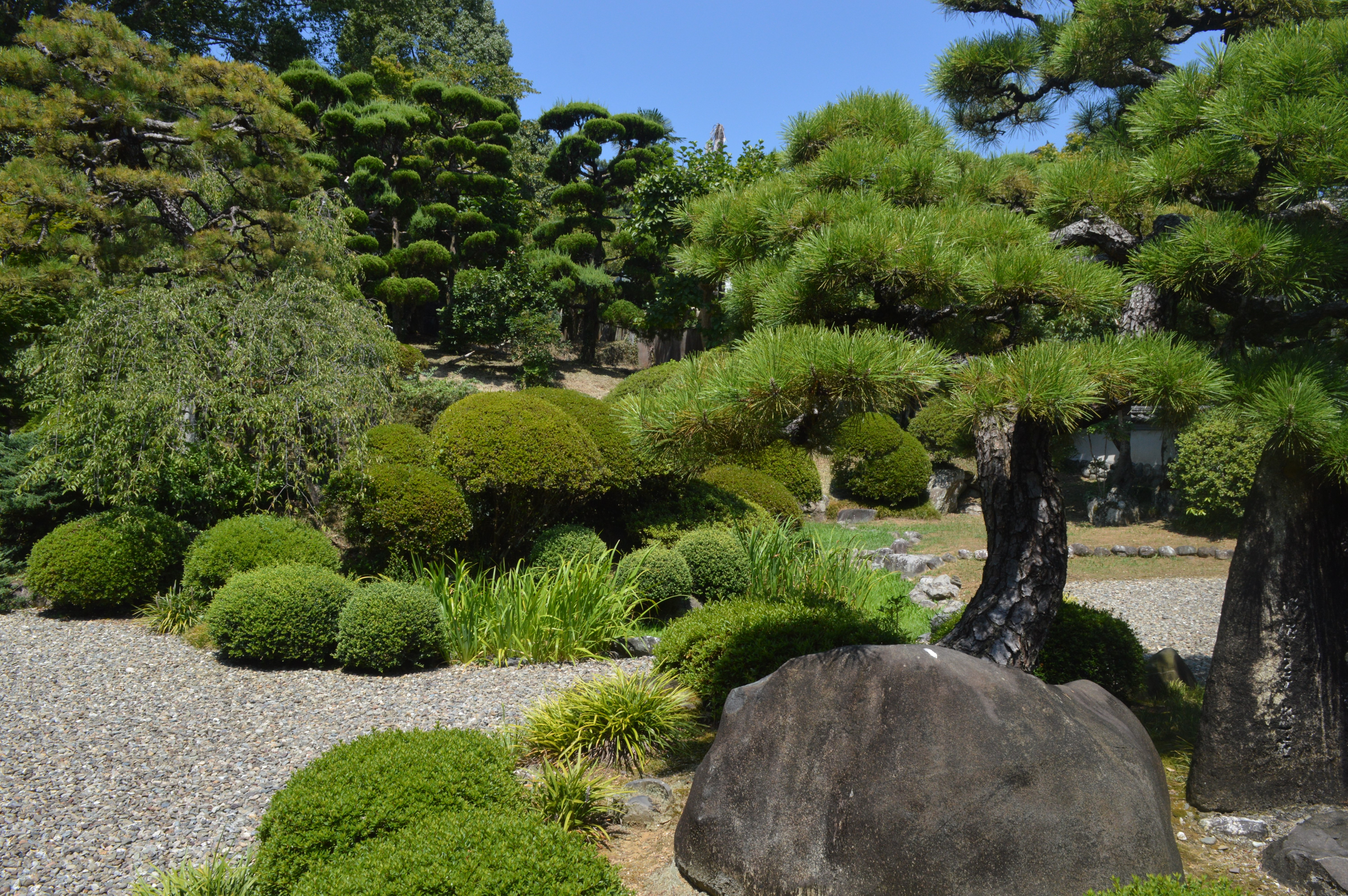
本芳我家住宅庭園
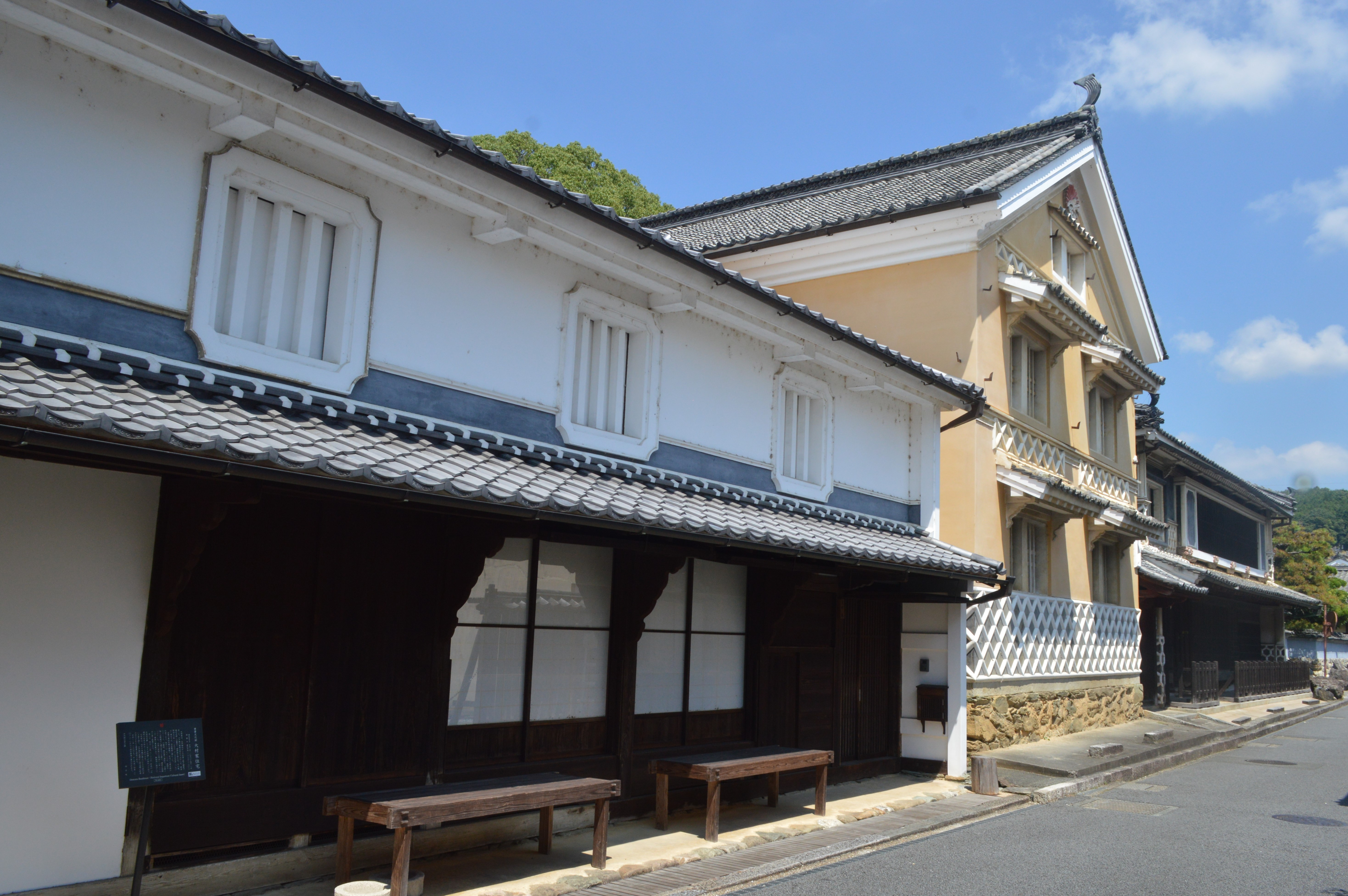
大村家住宅
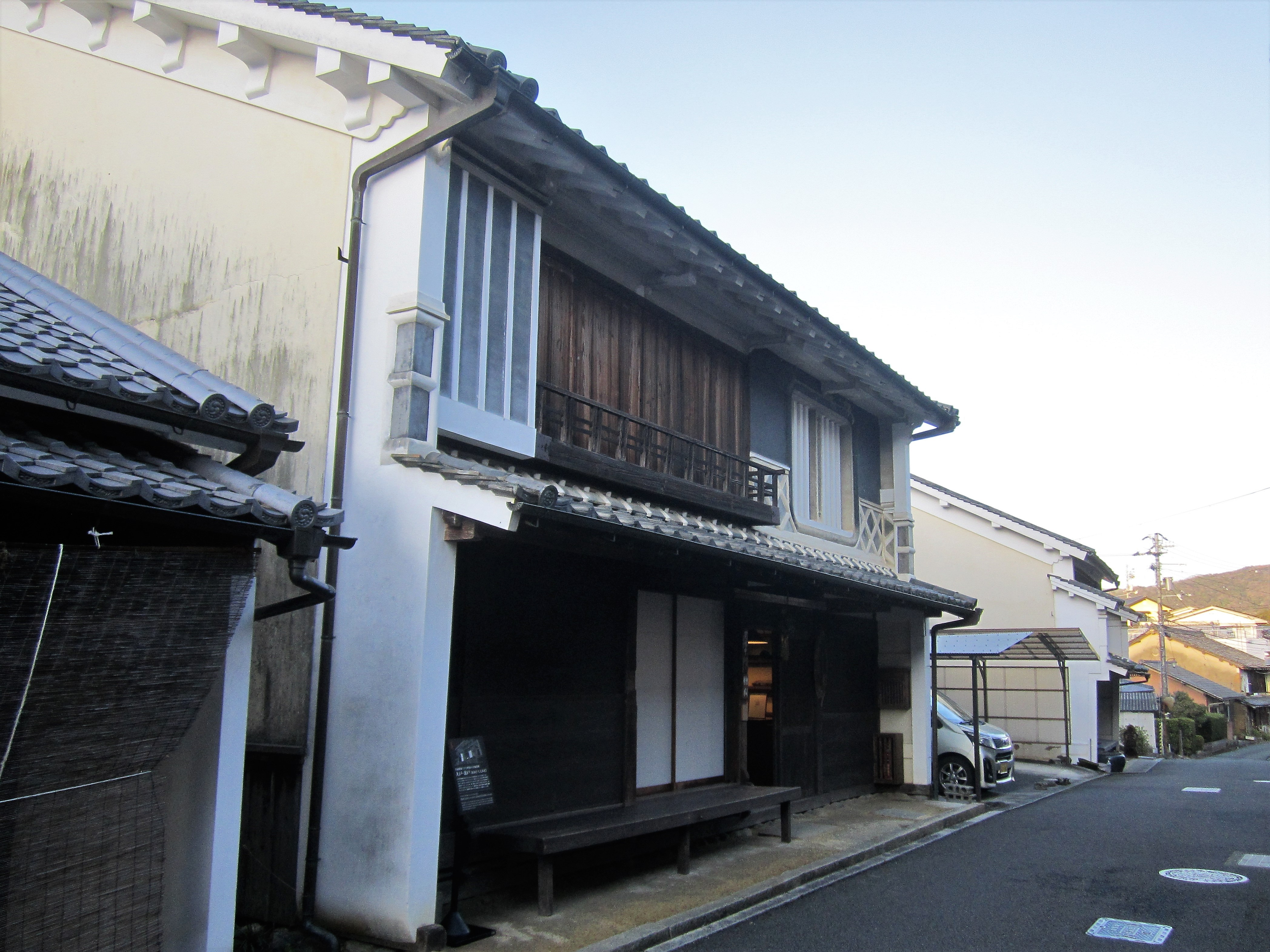
八日市・護国町並保存センター

地区外
- 内子座 - 芝居小屋。重要文化財。
- 旭館 - 映画館。
- 商いと暮らし博物館（内子町歴史民俗資料館）
- 内子町ビジターセンター（旧内子警察署）
- 文化交流ヴィラ高橋邸

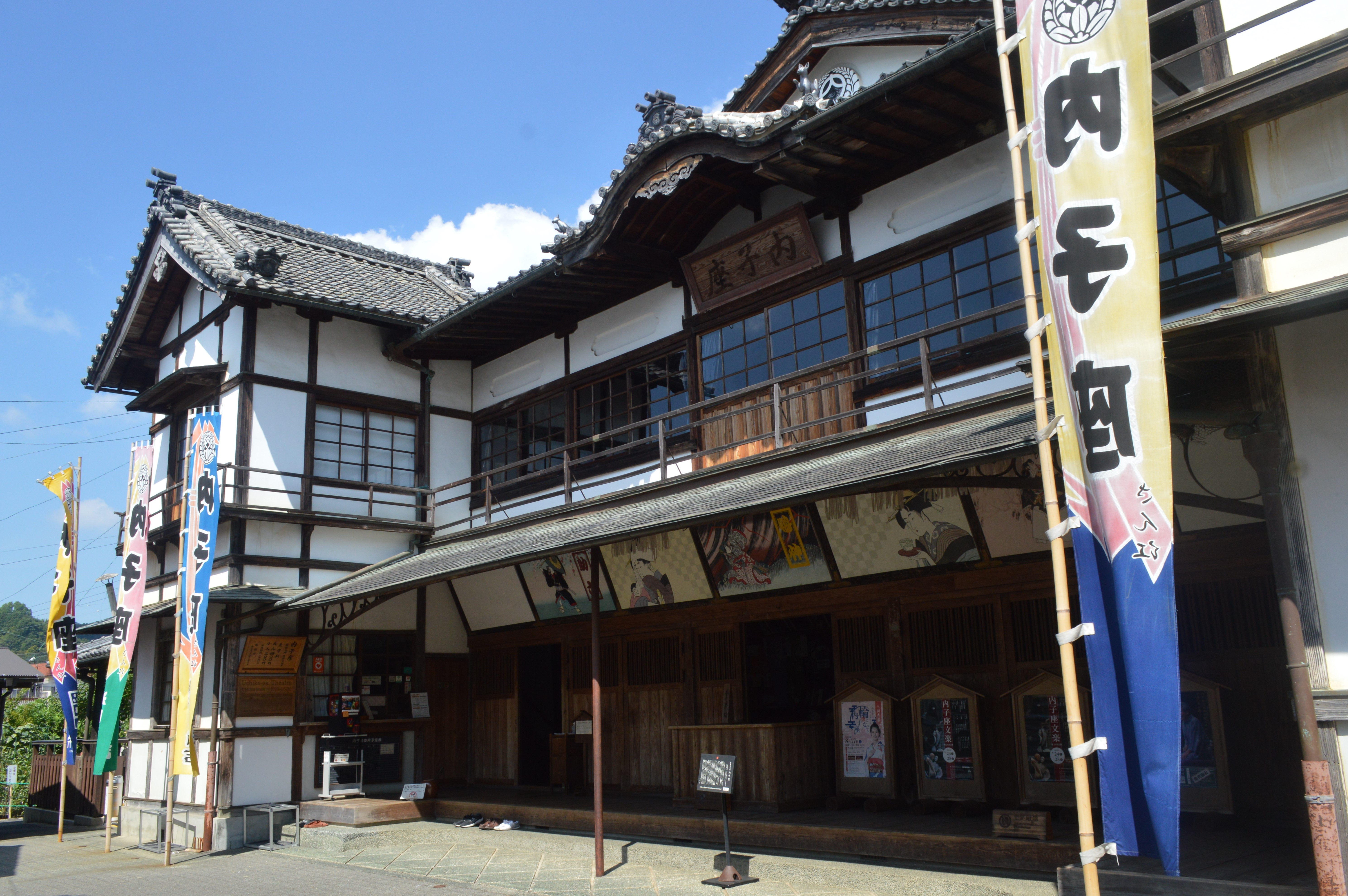
内子座
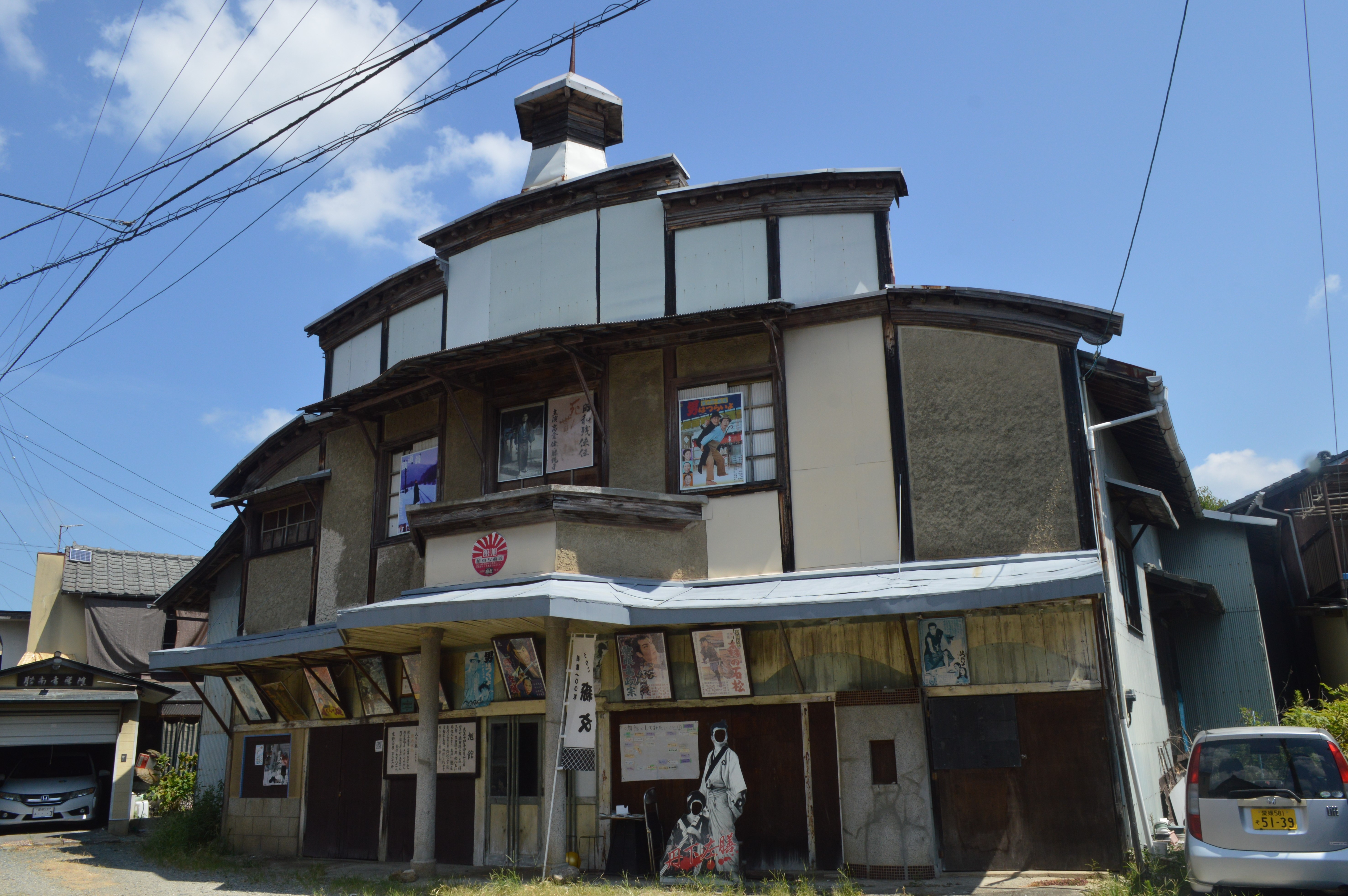
旭館
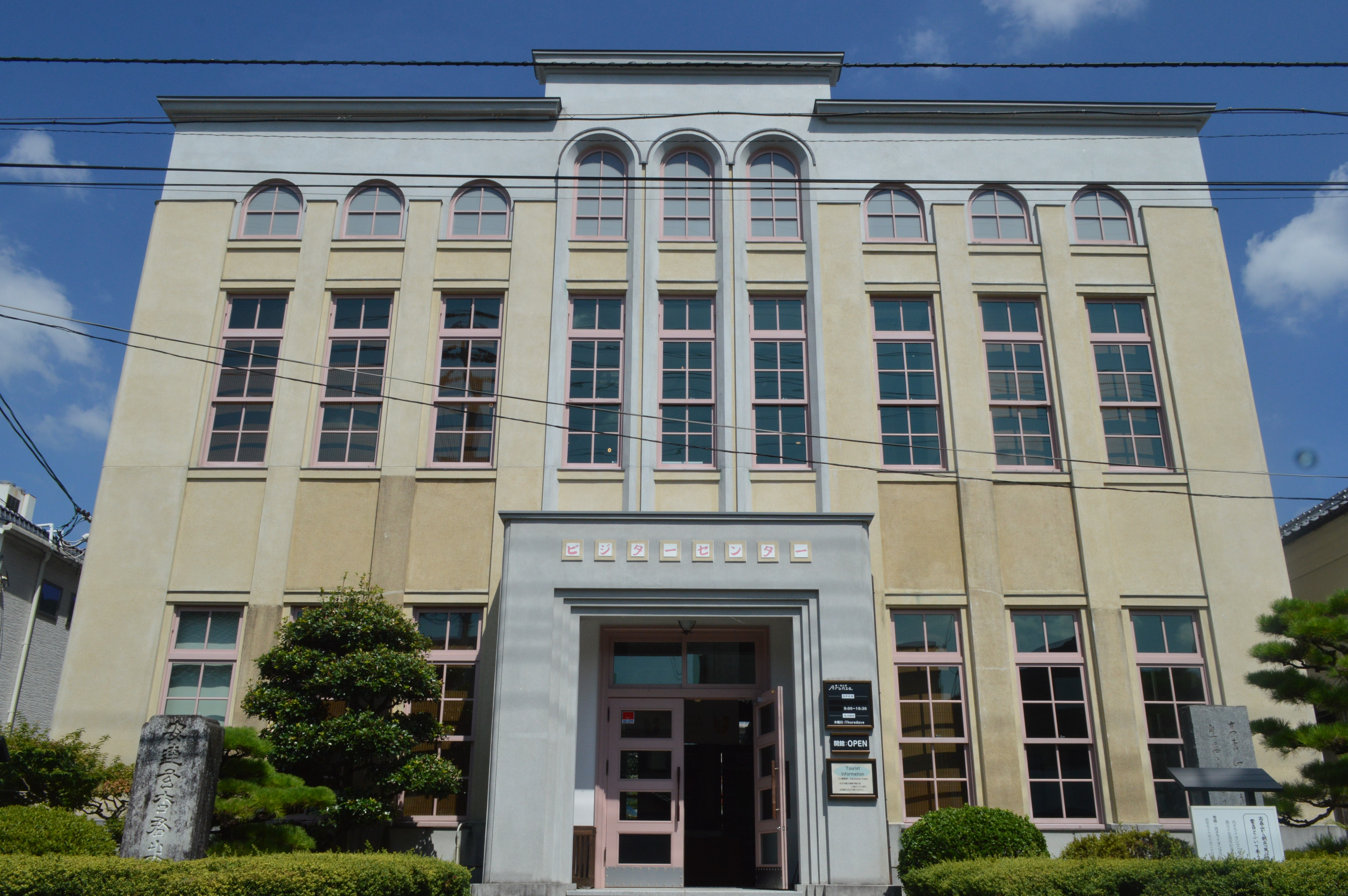
内子町ビジターセンター

## 受賞歴
- 1986年（昭和61年） - 建設省「日本の道100選」（内子八日市護国地区道路）
- 1989年（平成元年） - 建設省「手づくり郷土賞」（歴史をいかした街並み）
- 1994年（平成6年） - 建設省「都市景観100選」（八日市・護国地区）
- 2001年（平成13年） - 日本観光協会「優秀観光地づくり金賞 総務大臣表彰」（内子町）
- 2001年（平成13年） - 環境省「かおり風景100選」（内子町の町並と和ろうそく）
- 2006年（平成18年） – 国土交通省「手づくり郷土賞大賞部門」（木蝋と白壁の町並み）[6]
- 2007年（平成19年） - 「美しい日本の歴史的風土100選」（八日市・護国地区）
- 2007年（平成19年） - 国土交通省「都市景観大賞美しいまちなみ優秀賞」（内子地区）
- 2018年（平成30年）6月14日 – 四国八十八景

## 交通アクセス
- JR予讃線・内子線内子駅から八日市護国地区まで徒歩15分